# Route secondaire 11390 (Estonie)
La route Tallinna–Rannamõisa–Kloogaranna (en estonien : Tallinna–Rannamõisa–Kloogaranna tee) ou route 11390 est une route du comté de Harju en Estonie.

## Description
La longueur de la route est de 36,8 km, dont les premiers 2,6 km se trouvent dans la ville de Tallinn (sous le nom Rannamõisa tee).
La route commence au kilomètre 7 de la route Tallinn-Paldiski dans la ville de Tallinn, au carrefour Haabersti traverse Tallinn, Tabasalu, Keila-Joa, Harkujärve, Tiskre, Rannamõisa, Ilmandu, Muraste, Suurupi, Viti, Vääna-Jõesuu, Naage, Türisalu, Meremõisa, Laulasmaa, Kloogaranna et Tuulna avant de se terminer au kilomètre 36 de la route Tallinn-Paldiski.